# Petr Sklenička
Petr Sklenička (ur. 1 lutego 1964 w Českiej Lípie) – czeski nauczyciel akademicki; od 2018 r. rektor Czeskiego Uniwersytetu Rolniczego w Pradze.
Jest absolwentem Wydziału Rolniczego uczelni Vysoká škola zdravotnická. W roku 2006 pracował na Uniwersytecie Utah, a w 2007 r. został wybrany pierwszym dziekanem Wydziału Środowiska Czeskiego Uniwersytetu Rolniczego. W 2008 r. został profesorem w zakresie ekologii krajobrazowej i stosowanej, a rok później objął Katedrę Biotechnicznych Modyfikacji Krajobrazu.
Jego dorobek obejmuje ponad 200 publikacji naukowych.